# プジョー・308
プジョー・308（Peugeot 308）は、フランスの自動車メーカー、プジョーが製造・販売している小型乗用車である。2007年の9月にプジョー・307の後継車として発表された。

## 概要

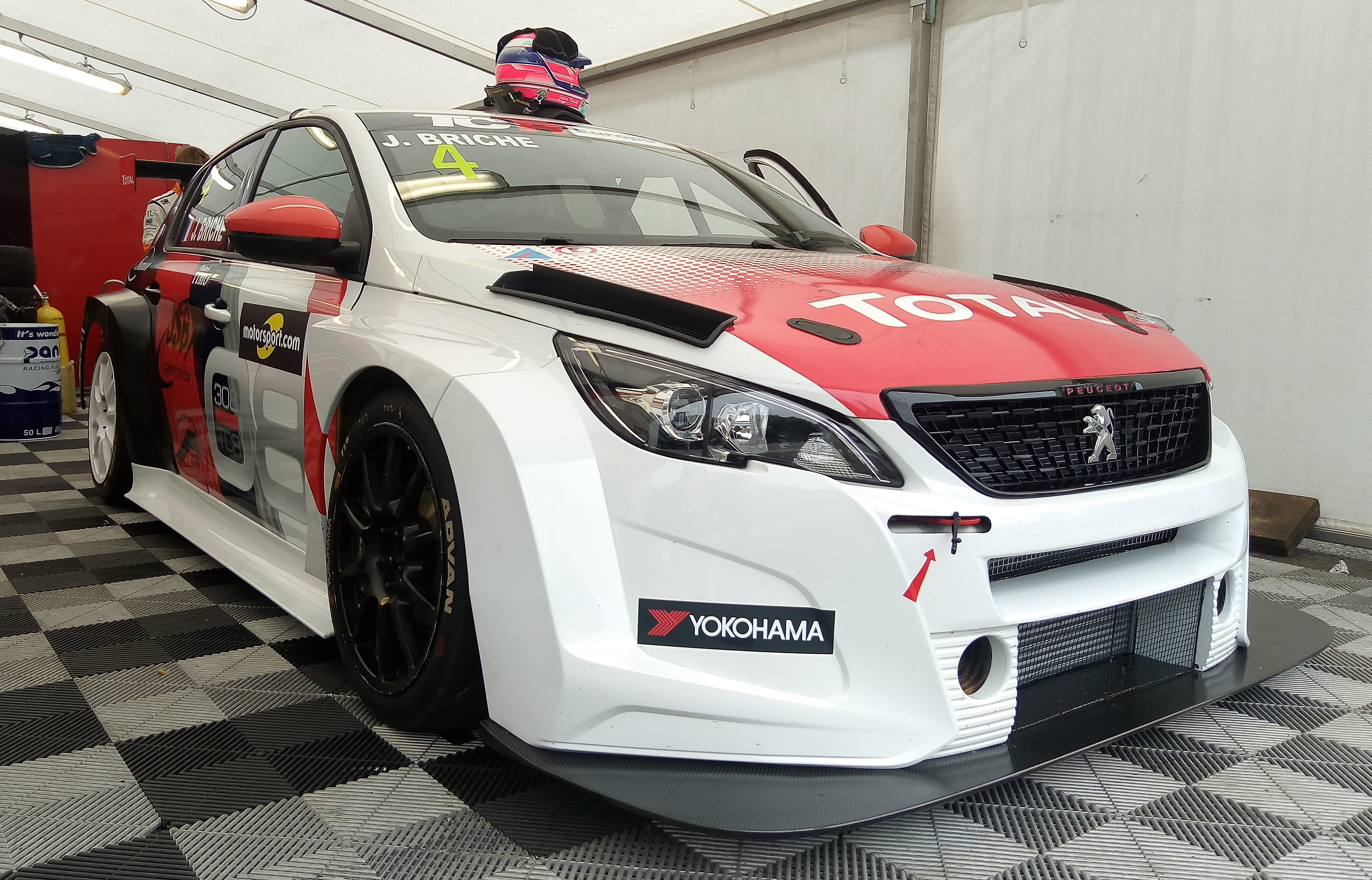
TCR規定の308

308はモデルナンバーが示すとおり307の後継車という位置づけであり、プラットフォームは307からのキャリーオーバーである。2012年5月に1929年に登場したプジョー・201以来80年以上に渡って続いてきた3桁の数字でモデルチェンジ毎に末尾の数字が増えるネーミング手法を変更し、以降新興国向け車両の末尾が「1」で、それ以外は基本的にモデルチェンジをしても末尾は「8」のままとすることが発表された。2013年5月に発表された2代目308はこの新ネーミング法が適用された最初の末尾「8」モデルとなる。

## 初代 T7型 (2007年-)
- 2007年6月5日発表。このモデルがプジョー初の08世代となる。
- 2008年5月8日、ハッチバックの日本市場導入が発表され、6月2日から発売された。
- 2009年6月1日、CCことクーペカブリオレが日本で発売。
- 2010年6月3日に一部改良が行われ、従来の4速AT（AL4）に代わり、アイシンAW（現・アイシン）製6段ATが採用された。
- 2011年3月1日にフロントマスクなどが508から始まった新世代のデザインに変更されたフェイスリフトモデルがジュネーヴモーターショーで発表され、5月からデリバリーが開始された。なおこの時点までで全世界で90万台以上を販売しており、プジョーの屋台骨を支える車種である。

### エンジンバリエーション
エンジンは、ヨーロッパにおいてはBMWと共同開発した1.4 Lおよび1.6 L自然吸気エンジン、チューンの異なる2種の1.6 L直噴（コモンレール式）ボルグワーナー製のツインスクロール式ターボと連続可変バルブタイミング機構を備えたEP6DT、並びにKKKのオーバーブースト機能を採用したツインスクロールターボEP6DTS、および1.6 Lと2.0 L HDiディーゼルエンジンが搭載される。組み合わされるギアボックスは4段AT（AL4型）とプジョー自製の6速MT（MCM/A型）であったが、2010年のマイナーチェンジにて4段ATは、エントリーグレードの「Style」を除き、すべて6段ATに改められた。

### ボディバリエーション

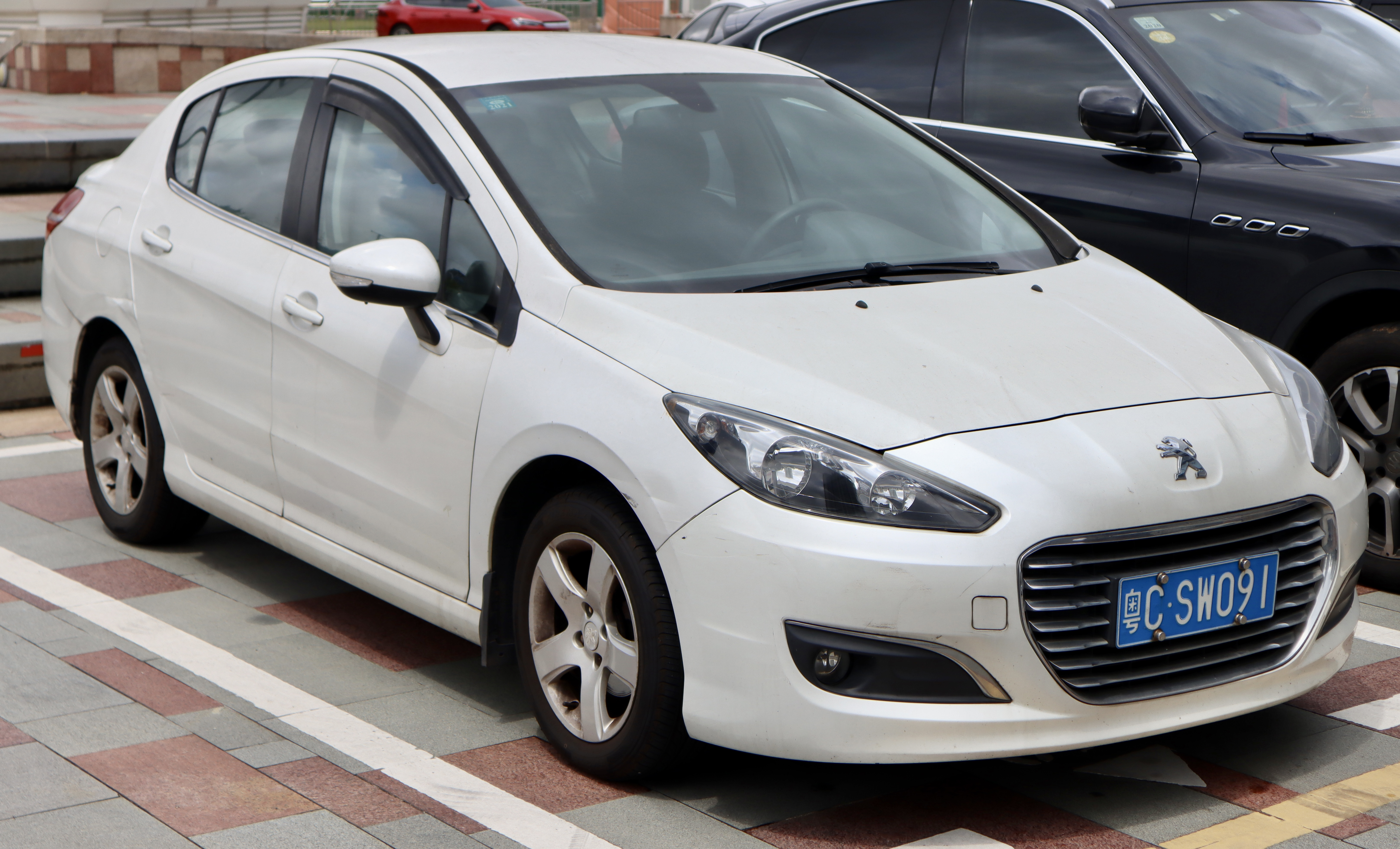
東風プジョー・308セダン

#### 308HB（ハッチバック）
308の基本となるモデル。メインは5ドアだが、一部グレードには3ドアも設定されている。

#### 308SW（ステーションワゴン）
2007年のフランクフルトショーに308SW プロローグとしてコンセプトカーが発表。生産型は2008年3月の第78回ジュネーブモーターショーで発表され、その3ヶ月後に発売。
ハッチバックの後半を延長したステーションワゴン。先代の307と同じく、リア席まで広がるパノラミックガラスルーフが特徴。日本仕様は3列7人乗りが導入されているが、それ以外の地域では2列5人乗りが基本。3列目はオプション設定であり、あくまでステーションワゴンである。オーストラリア市場では「SW」ではなく「ツーリング」の名称が使われている。

#### 308CC（クーペカブリオレ）
2+2シート配置の2ドアクーペカブリオレで、電動ハードトップを採用。開閉時間は約20秒で、速度10km/h以下であれば走行中でも開閉が可能となっている。CCの特徴としては、シートヒーター（座面･背面）、ヘッドレスト内蔵ネックウォーマー、外気温や太陽光の強さなどに合わせて自動で温度や風量を調整するカブリオレモード対応のインテリジェントエアコンディショナーなど。一部グレードでは、ダッシュボードやドアの内張りがすべてレザーで覆われる、『インテグラルレザー』仕様が選べる。

#### 308セダン
先代307に続いて中国・東風プジョーでも5ドアハッチバックが生産されており、2011年10月には同国専売モデルとなる4ドアセダンを追加。フェイスリフト後の308をベースとしているが大型のフロントグリルなど細部が専用デザインとなっている。セダンの外寸は全長4,558mm、全幅1,805mm、全高1,505mm、ホイールベース2,612mm。中国では他に408という新興国向け車種も生産されているが、308セダンはそれより若干小柄である。なおSWとCCはヨーロッパから輸入して販売。
- 308 3ドア
- 308 5ドア
- 308 ツーリング
- 308 CC

## 2代目 T9型 (2013年-)
2013年5月に5ドアハッチバックの公式画像が発表。このモデルがプジョー初の08世代となる。同年9月のフランクフルトモーターショーにて正式にワールドプレミアとなった。
この2代目308には、PSA（プジョーシトロエン）が新開発したモジュラープラットフォーム「EMP2」を採用。車両重量を先代比で最大140kg軽量化。グレード構成は地域によって異なるが、フランス市場では下からAccess、Active、Business、Business Pack、Allure、Felineの6グレードが設定されている。
エンジンは、ガソリンが直列3気筒1.2 L VTi 82PS、1.2 L e-THP 110PS、1.2 L e-THP 130PS、直列4気筒1.6 L THP 125PS、156PS、250PS（GTi 250）、270PS（GTi 270）。ディーゼルが直列4気筒1.6 L HDi 92PS、1.6 L e-HDi 115PS、1.6 L BlueHDi 120PS、直列4気筒2.0 L BlueHDi 150PSというラインナップである。トランスミッションは5速MT、6速MT、6速ATが用意される。
2014年3月のジュネーヴモーターショーでは308SW（ステーションワゴン）が世界初公開された。同ショーではヨーロッパ・カー・オブ・ザ・イヤーの発表も行われ、308が同賞を受賞した。
生産はソショー工場にて行われる。2014年3月14日には308の累計受注台数は6万台に達したこととソショー工場での増産が発表された。
2021年5月末にソショー工場での生産を終了。同じ年に308(P5型)に置き換えられた。

### 日本での販売
日本市場においては、当代からハッチバックの308とステーションワゴンの308SWが導入され、306時代から設定されていたクーペカブリオレの308CCが廃止された。さらに、SWは307時代から3列シート7人乗りのみの設定がされていたが、2009年（日本では2013年）から3列シート7人乗りの5008が導入されたこともあり、当代から307ブレーク以来となる2列シート5人乗りのみの設定となった。グレードは、当初、下から「Premium」、「Allure」および「Cielo」が設定されていた。
2015年10月にラインナップを整理。「Premium」と「Cielo」を廃止し、「Alllure」と「GTLine」の2グレードに変更された。
2016年2月22日「Peugeot 308GTi by PEUGEOT SPORT」が日本導入・発売された。最高出力270psの「308GTi 270 by PEUGEOT SPORT」と、250psの「308GTi 250 by PEUGEOT SPORT」の2種がラインナップされた。
2017年10月25日にマイナーチェンジ。フロントグリル等の外観の変更、新色内装の質感向上、安全装備の追加が行われた。なお、パワートレインは変更なし。
2018年7月18日には、GT BlueHDiのトランスミッションを「EAT8」と呼ばれる8速ATに変更し発売。同年12月17日には、「EAT8」を全車に拡大採用すると共に、新型1.5L BlueHDiを搭載したディーゼル車を発売。従来の1.6Lディーゼルから10PS向上し130PSとなる。また、燃費も改善された。同時に1.2Lガソリンエンジンも改良され、排ガス規制ユーロ6.2に対応した 。またGTiは270psのものに一本化され、単に「GTi by Peugeot sport」の名となった。

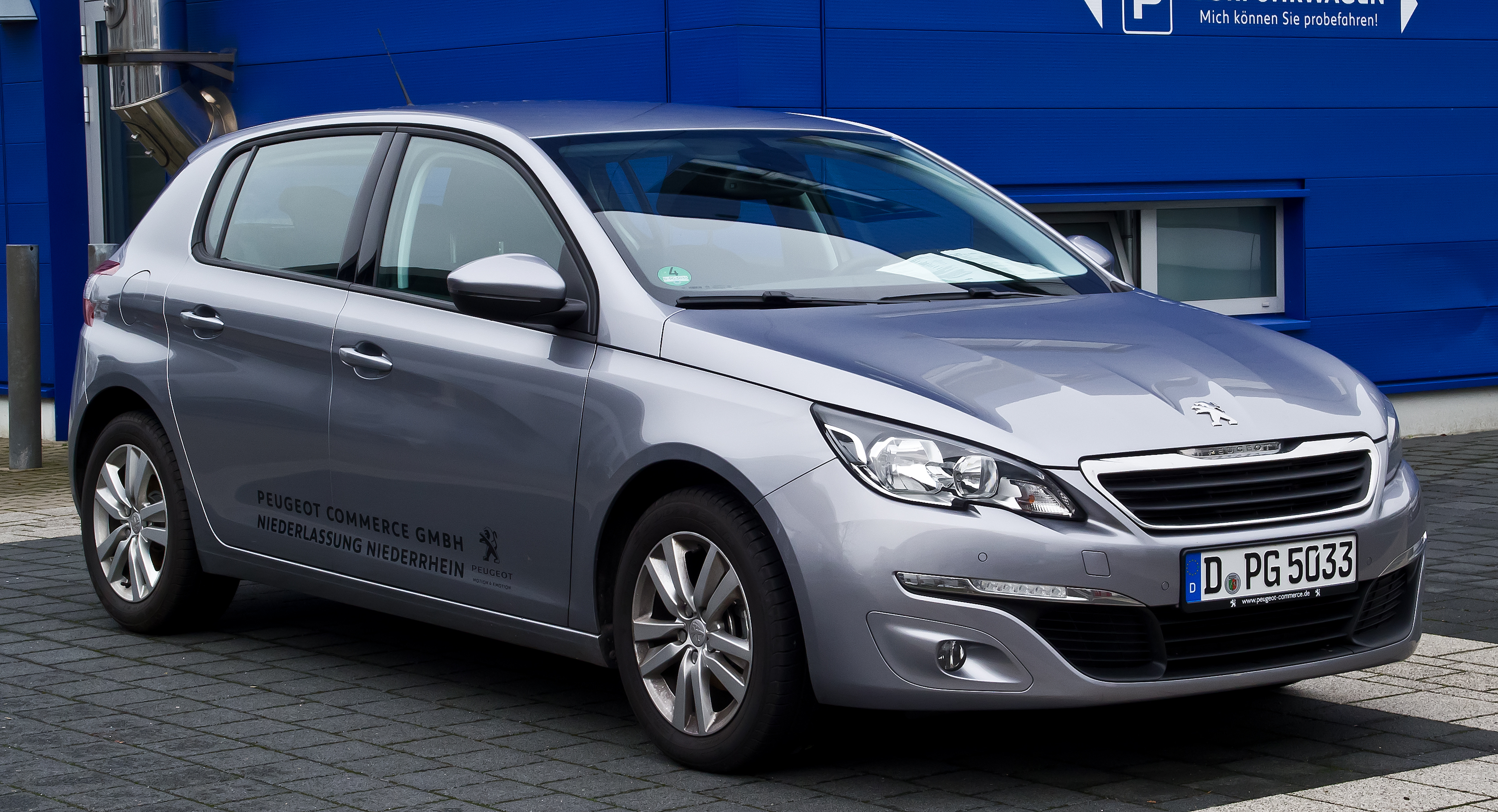
308　フロント（前期型） Premium
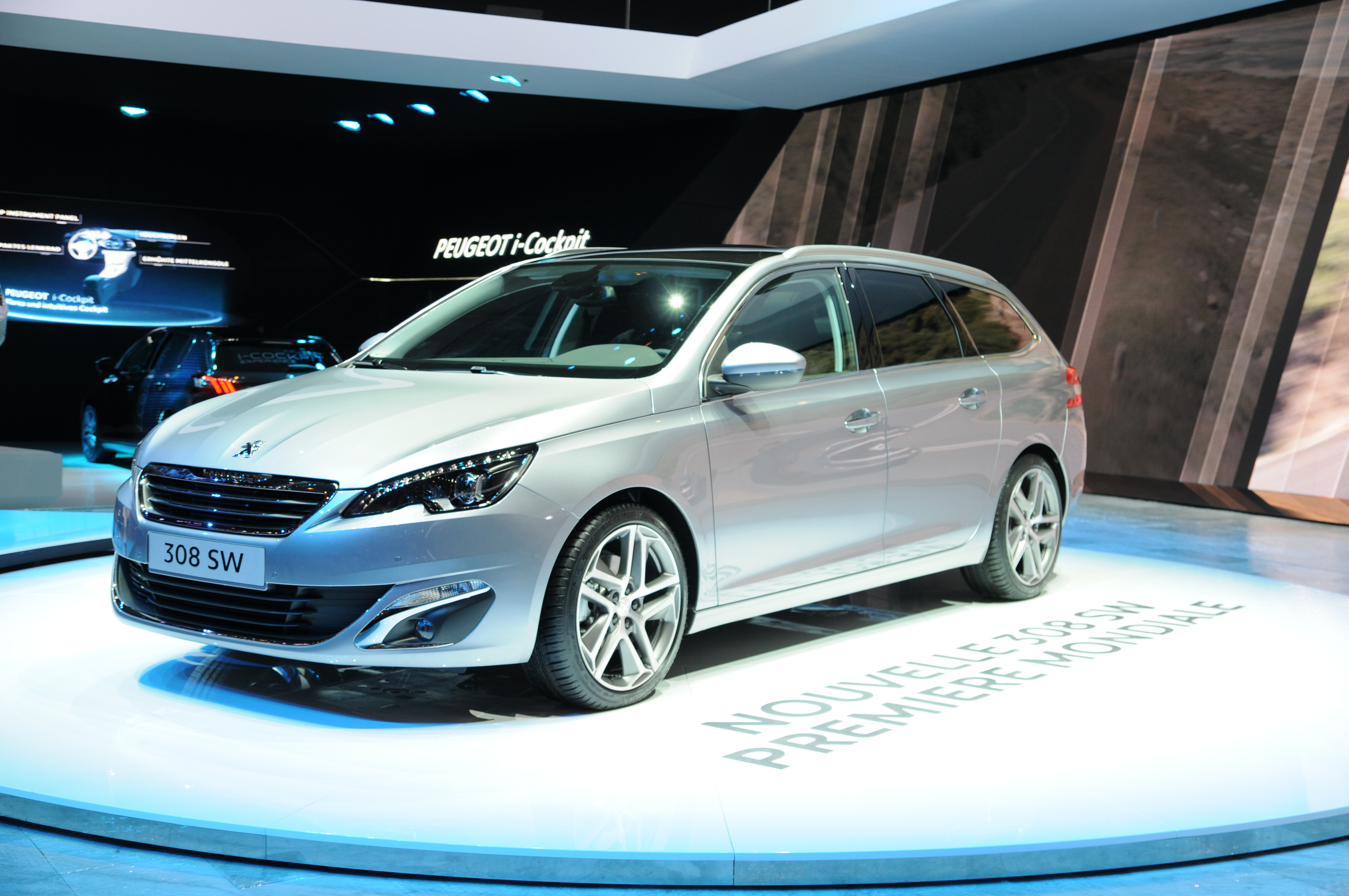
308・SW　フロント（前期型）
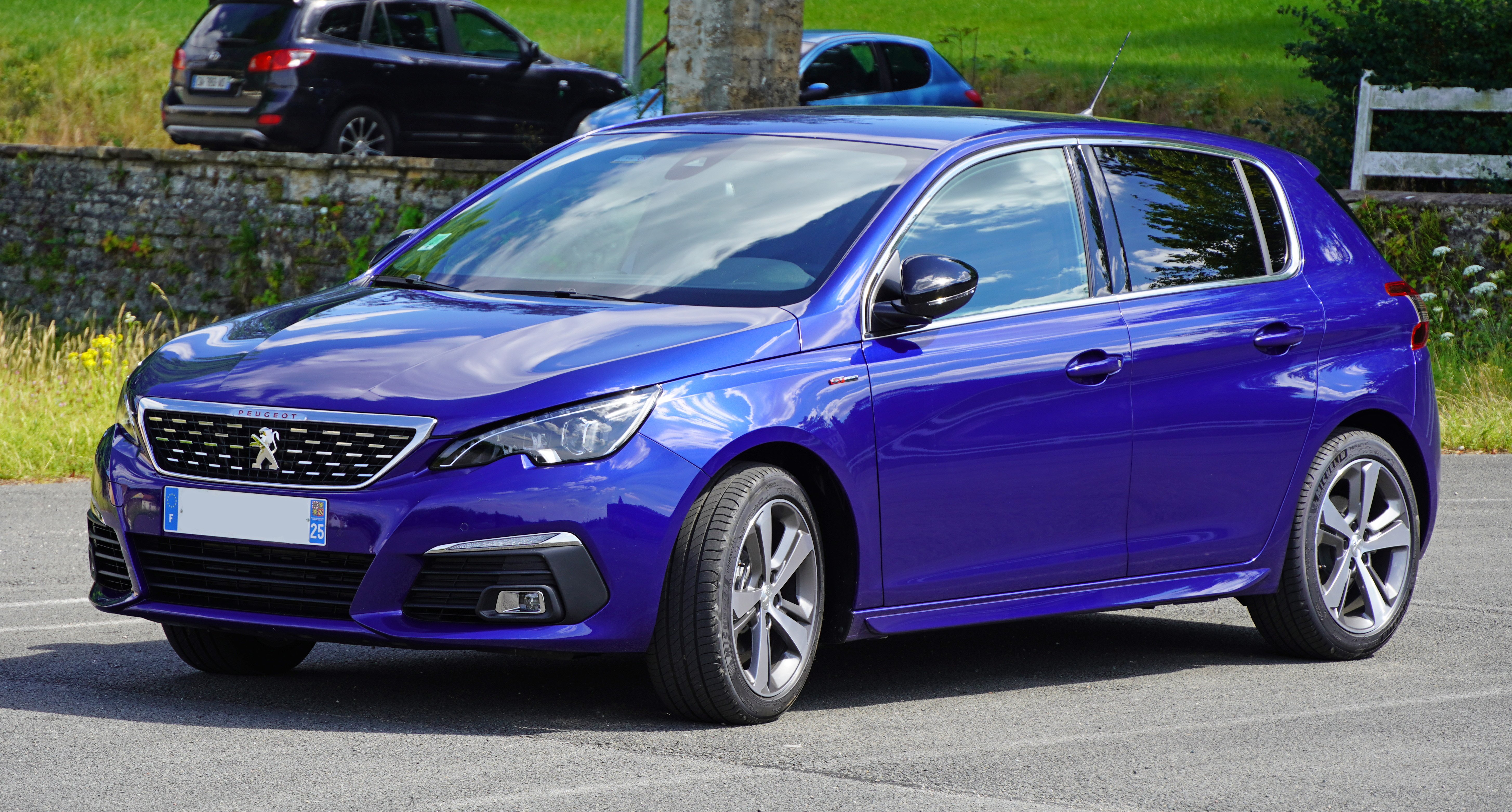
308 フロント（後期型）
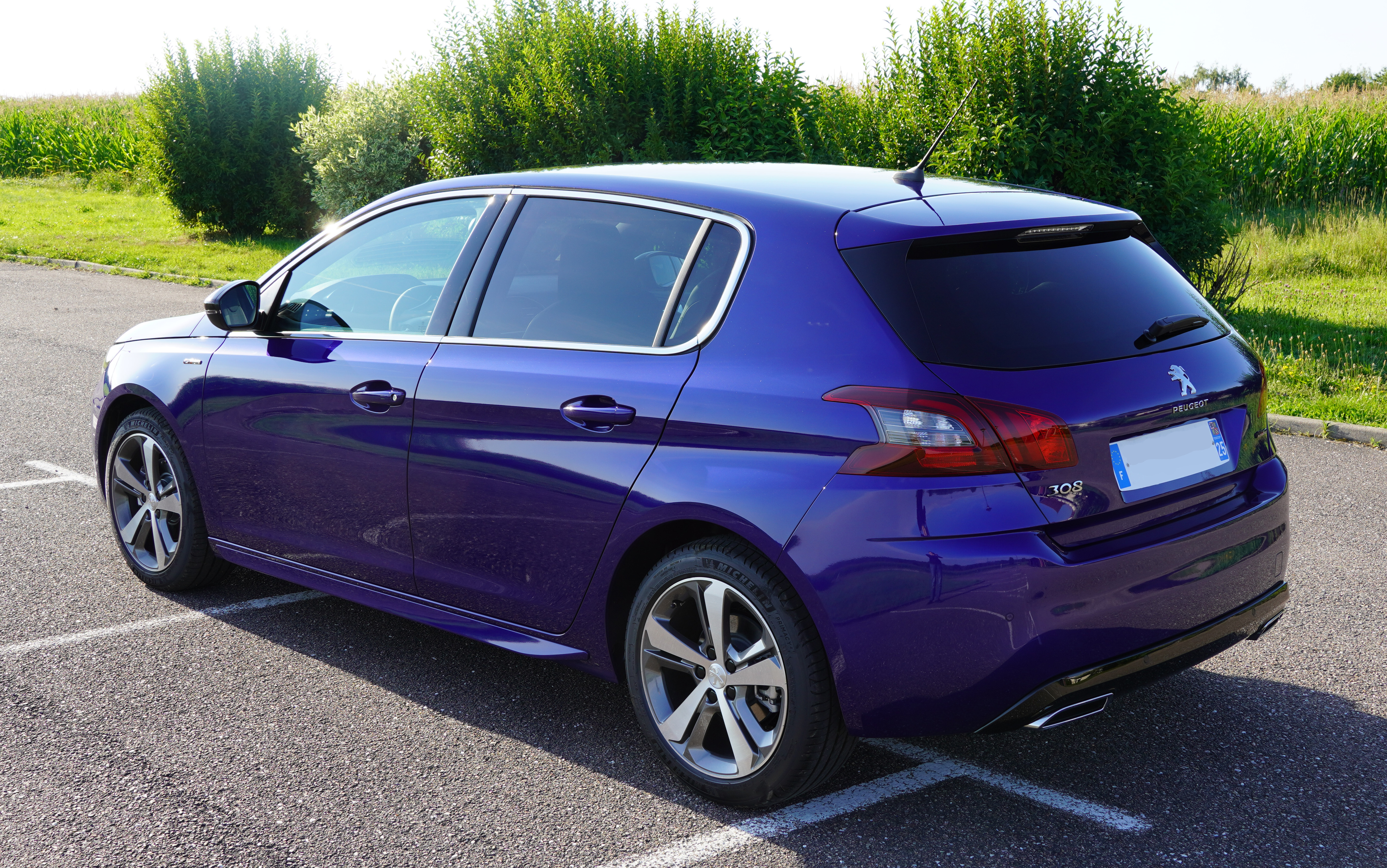
308 リア（後期型）
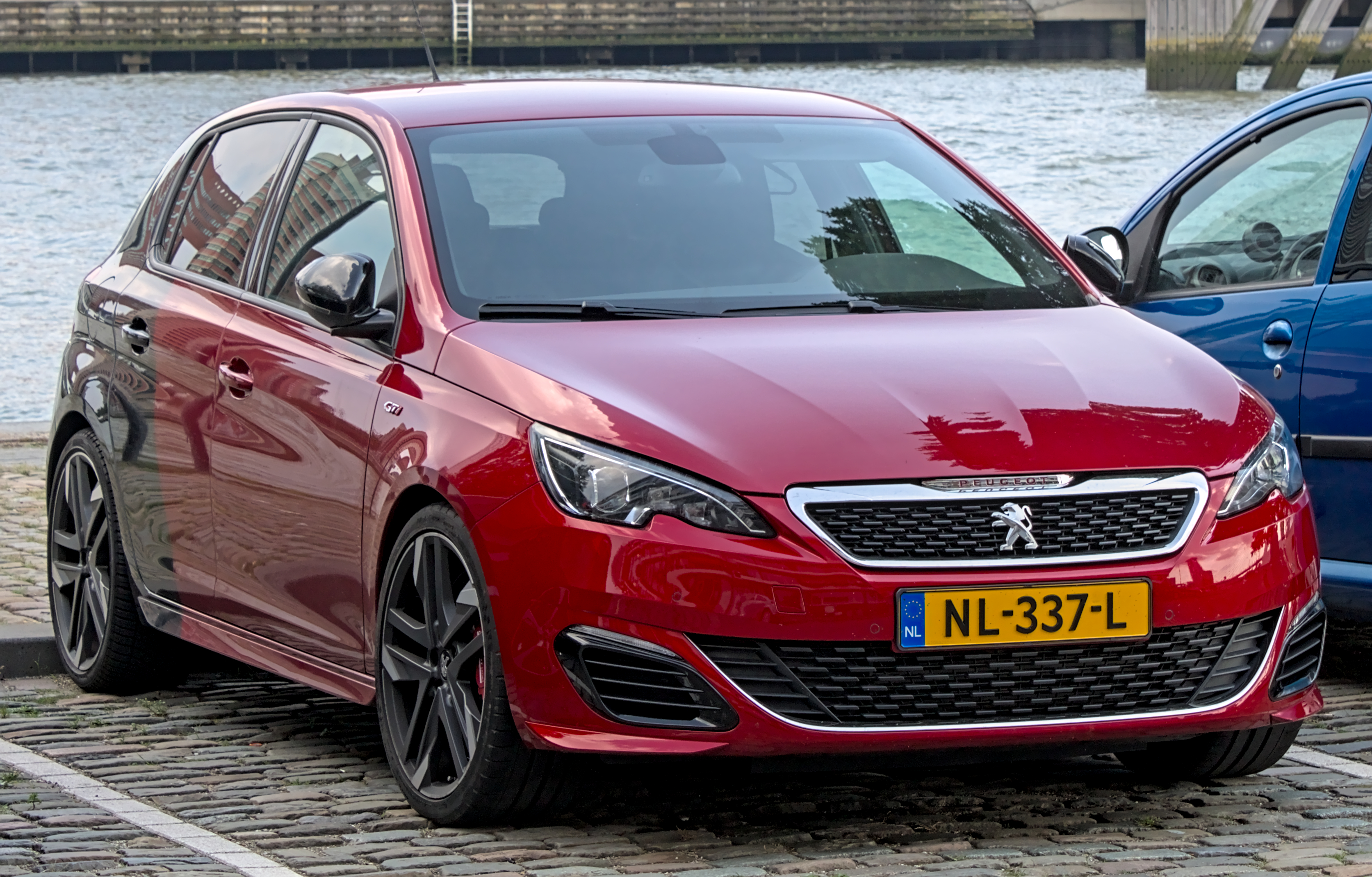
308 GTi

## 3代目 P5型 (2021年-)
2021年3月18日にハッチバックを世界初公開。同2月25日に発表された新デザインのロゴが採用された初のモデルとなった。
ハッチバックは先代より全長は+145mm、全幅は+45mm、全高は+5mm、ホイールベースは+60mm、それぞれ拡大された。グレード構成は地域によって異なるが、フランス市場では下から「ActivePack」、「Allure」「GT」の3グレードが設定されている。
日本市場では「ActivePack」の設定がなく、当初「GT」はディーゼルのみの設定であったが、後に特別仕様車として「GT PureTech Edition」を追加。GTグレードでもガソリンエンジンを選択できるようになった。

新しい「PEUGEOTi-Cockpit」やインフォテインメントシステム「i-Connect Advanced」、ADAS（先進運転支援システム）を搭載した。また、308では初となるプラグインハイブリッドをラインナップした。

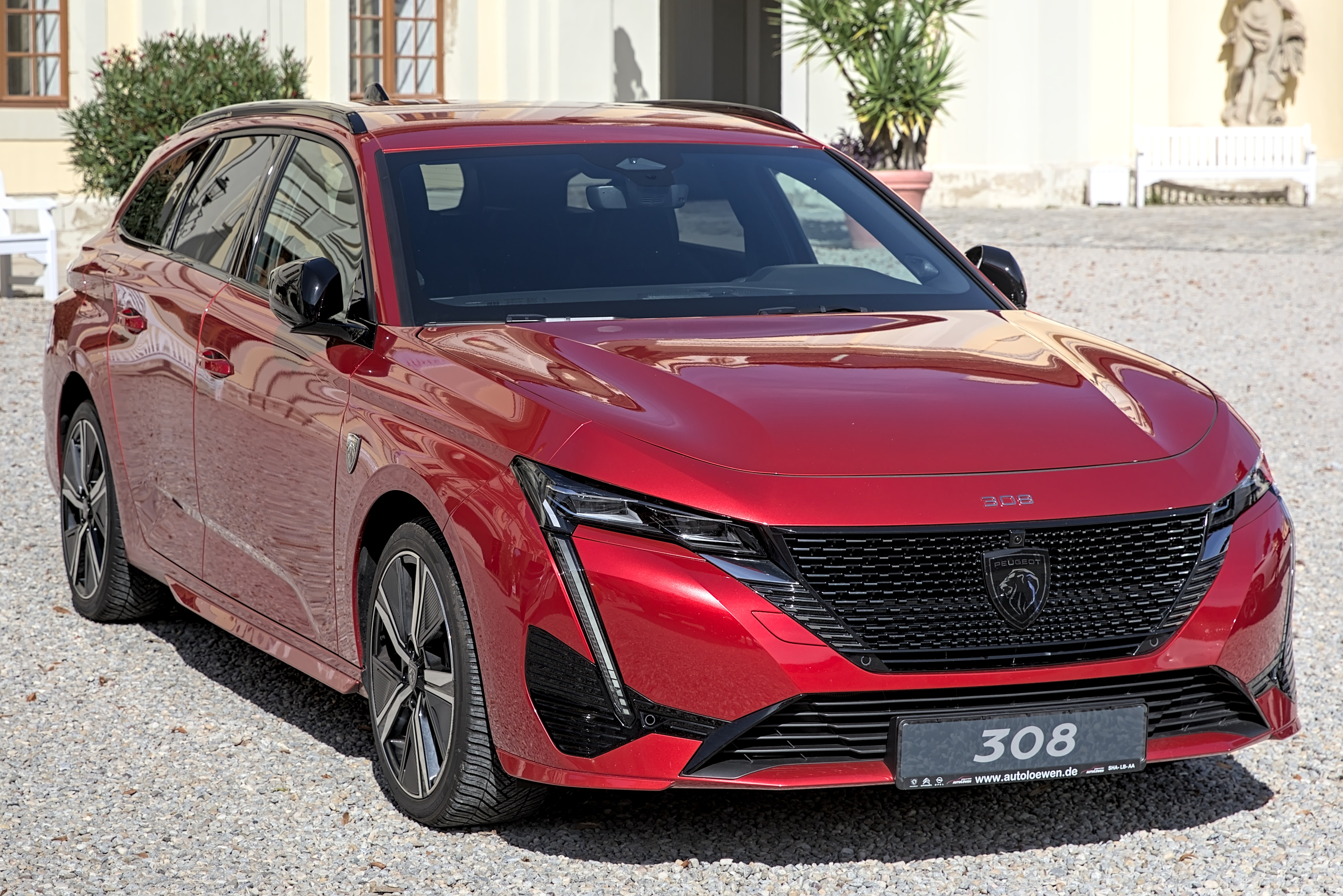
308・SW　フロント　GT
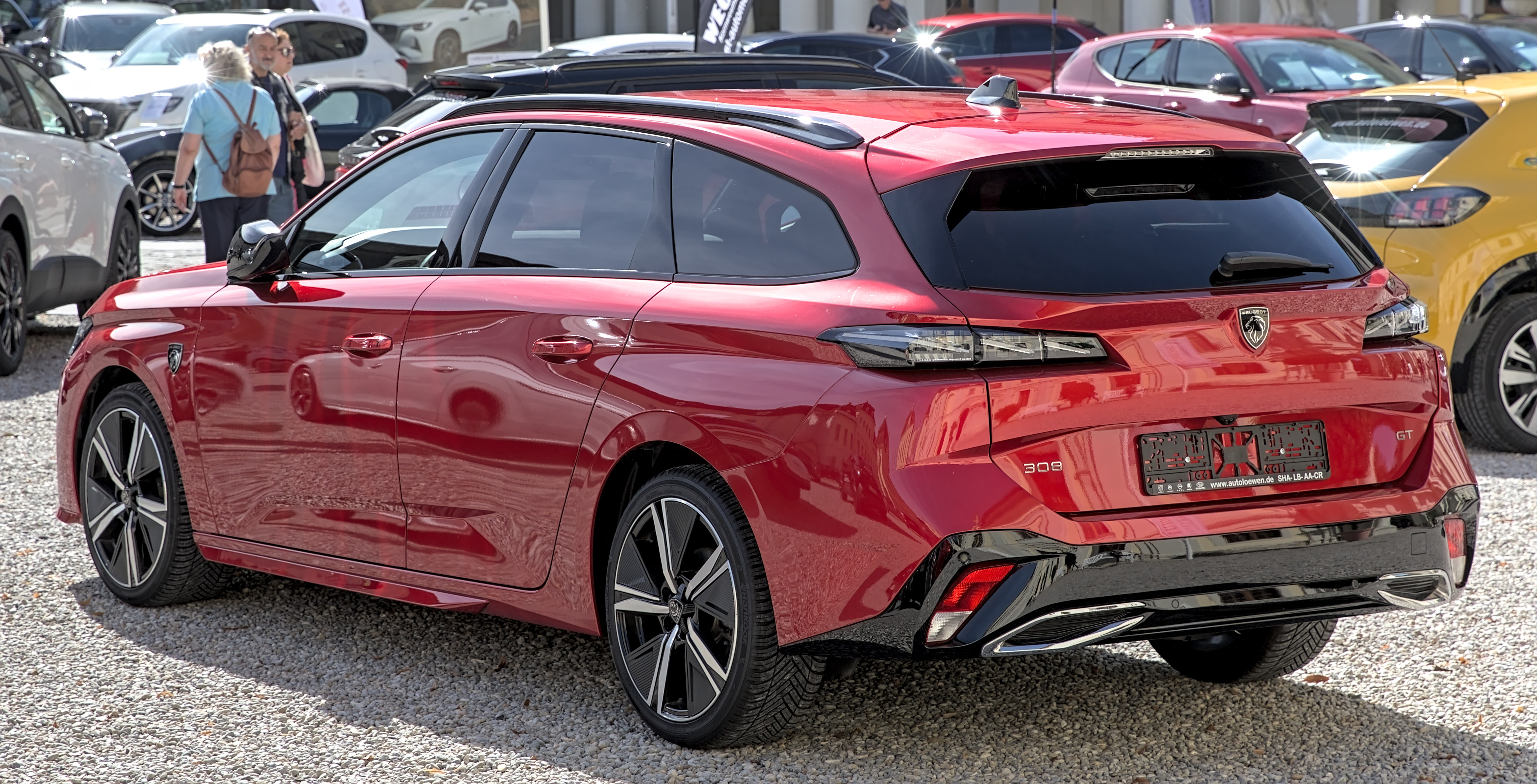
308・SW　リア　GT
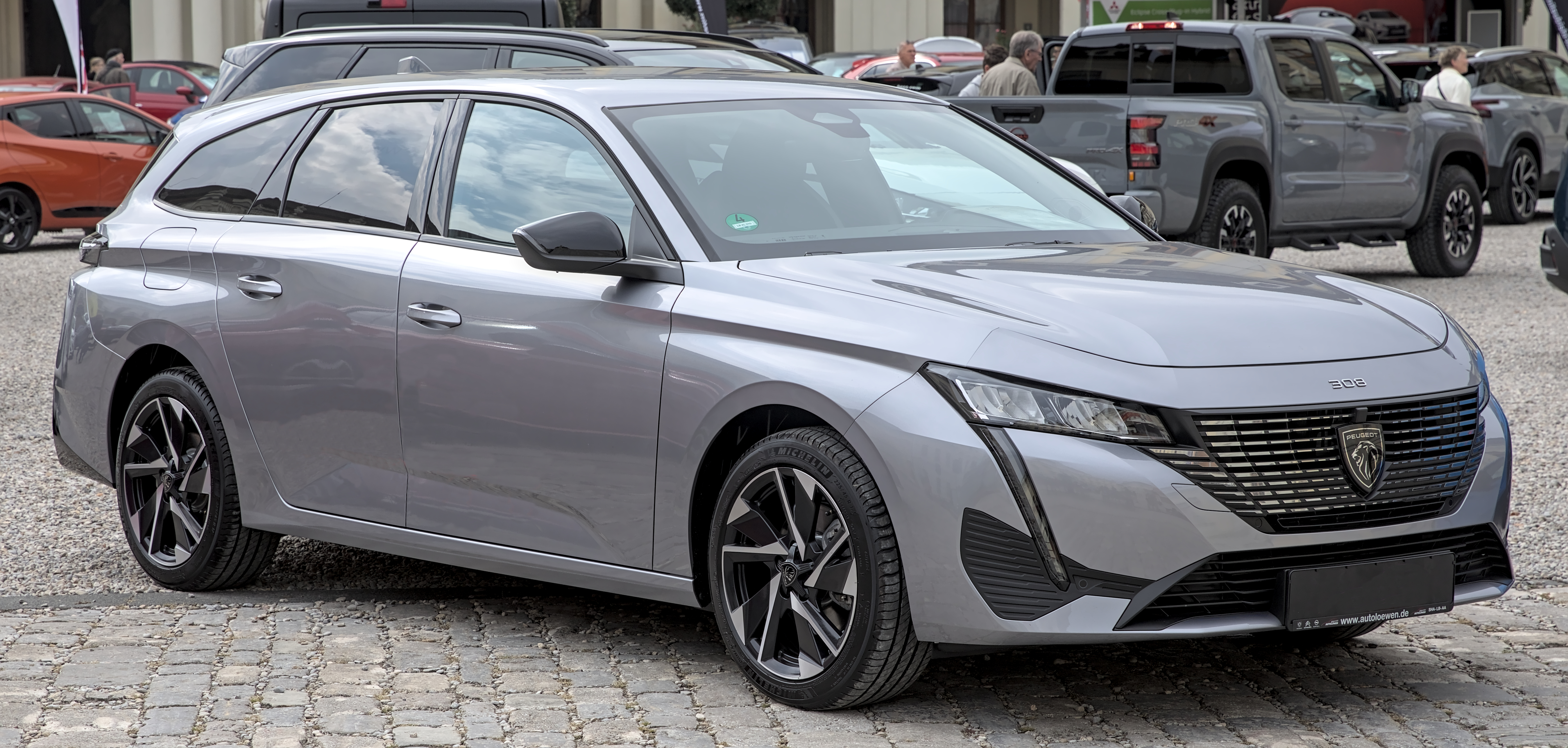
308 Allure
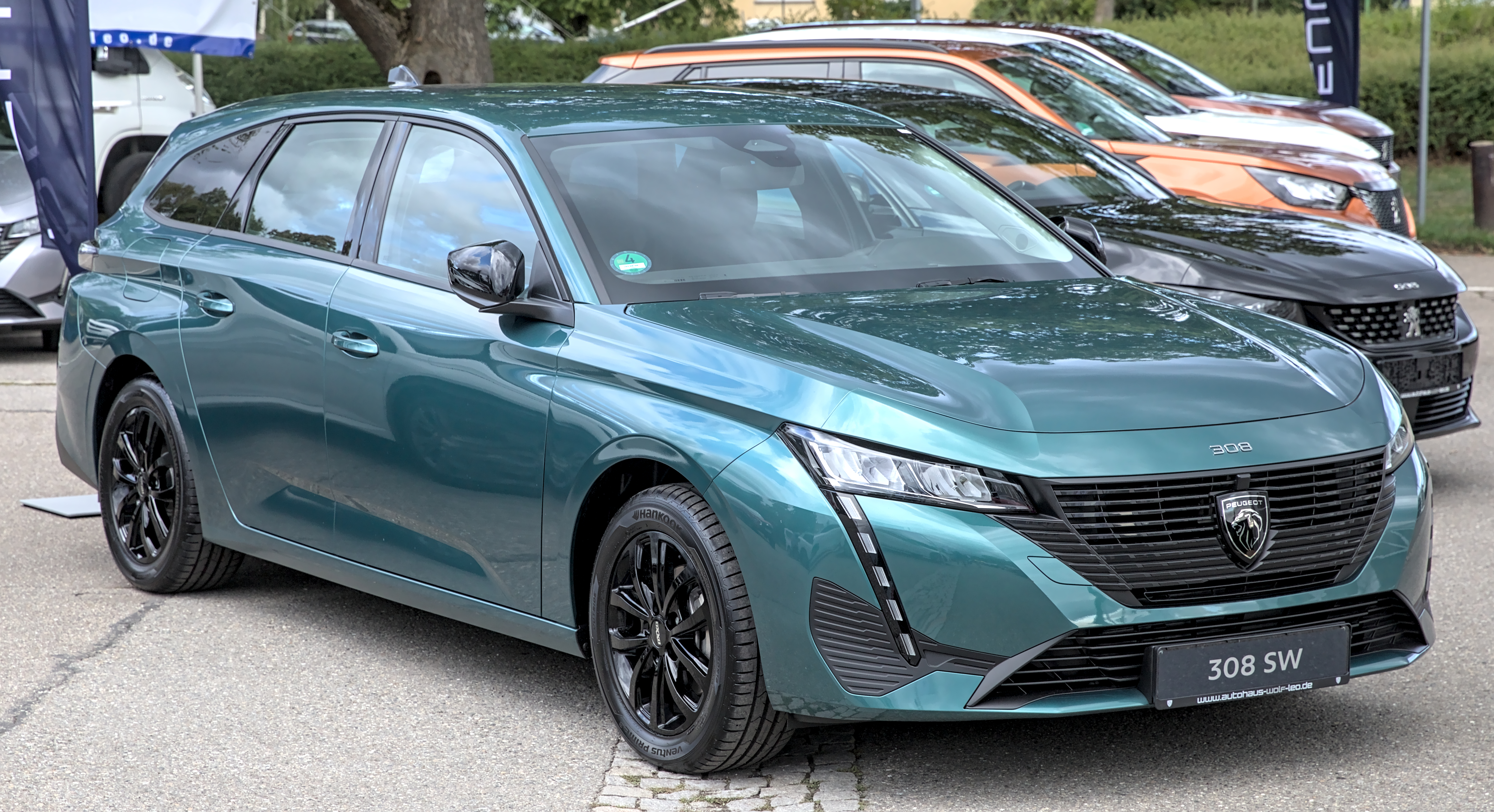
308 Active Pack（日本未導入）